# Ion Vélez Martínez
Ion Vélez Martínez (Tafalla, 17 de febrer de 1985) és un exfutbolista navarrès que jugava com a davanter.

## Trajectòria
Després de destacar al Peña Sport de la seua ciutat natal, el 2004 fitxà per l'Athletic Club, que l'incorporà al seu tercer equip. El 2005 pujà al primer filial, i fou cedit al Barakaldo CF la temporada 2006-07, hi marcà 12 gols en 32 partits.
La temporada 2007-08 l'inicià al filial, però debutà a la Primera Divisió amb els de San Mamés, tot jugant nou partits. La segona part de la campanya fou cedit a l'Hèrcules CF, on jugà 20 partits i marcà cinc gols.
Va debutar a la Segona Divisió la temporada 2007-08 en la jornada 19 a l'Estadi José Rico Pérez en un Hèrcules CF-Sevilla Atlètic (1-2). Després del seu debut amb l'equip herculà, va aconseguir la curiosa dada d'haver jugat en una mateixa temporada a Primera, Segona i Segona B. De nou a l'Ahletic, hi sumà 28 partits la temporada 2008-09.
El 2011 fitxà pel Girona CF. L'octubre d'aquell any, va patir una greu lesió de genoll, mentre disputava un partit amb el Girona contra el Xerez CD. El 2013, en acabar el contracte que tenia fins al 30 de juny, el Girona va anunciar que no l'hi renovaria.
El 4 de juliol de 2013 es fa oficial el seu fitxatge pel Deportivo Alavés per a una temporada, per enfortir l'atac del club vitorià de cara al seu retorn a la Segona divisió.